# Hoodwinked!
Hoodwinked! (en Hispanoamérica: ¡Buza Caperuza! La verdadera historia o La verdadera historia de Caperucita Roja; en Venezuela: Las locas aventuras de Caperucita Roja; en España: La increíble ¡pero cierta! historia de Caperucita Roja) es una película animada de comedia familiar creada por computadora y producida por Blue Yonder Films de la mano de Kanbar Entertainment. Fue escrita y dirigida por Cory Edwards, Todd Edwards y Tony Leech. Contó con las voces protagonistas de Anne Hathaway, Glenn Close, Jim Belushi, Patrick Warburton, Andy Dick, David Ogden Stiers, Xzibit, Anthony Anderson, y Chazz Palminteri.

## Argumento
La película comienza a mitad de la historia, cuando Caperucita Roja (Anne Hathaway) descubre que el Lobo (Patrick Warburton) se ha disfrazado de su Abuelita (Glenn Close), y de un momento a otro, un Leñador (Jim Belushi) irrumpe por la ventana portando un hacha. Rápidamente llega el Jefe Grizzly (Xzibit) y sus polizontes, y luego aparece el Detective Flippers Girón (David Ogden Stiers) quien interroga a los cuatro detenidos para que relaten los hechos del incidente.
Flippers descubre que los cuatro sospechosos son completamente inocentes y da con la verdadera historia detrás de los hechos. Roja está intentando proteger el libro de recetas de su Abuela del "Bandido Roba-recetas", pero acaba conociendo al Lobo, un reportero investigador acompañado por su hiperactiva amiga ardilla fotógrafa, Twitchy (conocida como "Balita" en el doblaje español), que también van siguiéndole la pista a los robos producidos por el Bandido Roba-recetas. El Lobo sospecha de Roja, causándole pánico y haciéndola huir. Sin embargo, cuando se lo encuentra de nuevo, ella se sale con la suya. Luego de eso, se va a las montañas donde recibe ayuda de una cabra montés cantante llamada Japeth. Mientras tanto, la Abuelita, lleva una doble vida como una exitosa repostera y deportista extrema, "Triple G", que ha entrado en una competencia de esquí, pero se da cuenta de que un equipo de esquí europeo está jugando sucio e intentando sacarla del camino. La Abuelita se entera de que ellos fueron contratados por el Bandido Roba-recetas para que se deshicieran de ella. La Abuelita se libra de ellos al desatarse una avalancha causada por dos explosivos que ella misma arrojó, gana la competencia, escapa del alud en un paracaídas y paranavega hacia su casa.
Al mismo tiempo, Roja y Japeth intentan llegar a la casa de la Abuelita en un ferrocarril de mina, pero Twitchy accidentalmente enciende un explosivo mientras el Lobo y él también están tratando de llegar a la casa de la Abuelita en otro de los coches del ferrocarril de mina, lo que destruye el carril y eleva el coche en el que va Roja por el aire. Cuando está cayendo, ve a su abuelita, creyendo que es una visión, pero en realidad es ella que va en el paracaídas, diciéndole a Roja que use su caperuza para aterrizar a salvo. El Lobo y Twitchy llegan a la casa de la Abuelita antes que Caperucita Roja. La Abuelita, al intentar aterrizar, se enreda con las cuerdas del paracaídas y termina en su armario, atrapada entre lazos. El Lobo se pone un disfraz de abuela para hacer caer en la trampa a Roja. Juntamente con estos acontecimientos, el Leñador (Kirk), un aspirante a actor, se convierte en otra víctima del Bandido Roba-recetas. Cuando él recibe la retrollamada que esperaba ansioso para hacer su debut como actor, empieza a practicar talando árboles en busca de su 'leñador interior'. Accidentalmente, al cortar un árbol enorme, este cae y Kirk empieza a correr sobre él, lanzándolo violentamente a través de la ventana de la casa de la Abuelita, justo cuando Roja descubre al Lobo.
Flippers reconoce que lo único común entre las cuatro historias era un conejo llamado Boingo, y concluye que es él el buscado Bandido Roba-recetas. Roja es derrotada y raptada por Boingo para luego encerrarla en una cabina del teleférico llena de dinamita. Mientras tanto, la Abuelita, el Lobo y Kirk forman una contienda contra Boingo y sus maleantes. Al final, Caperucita Roja es salvada por su abuela, los ladrones son arrestados, y se recuperan las recetas. Japeth se vuelve repartidor, Kirk logra su gran sueño de cantar con 'Los Felices Yodeleros', y Flippers les ofrece un nuevo trabajo de detectives encubiertos a la Abuelita, el Lobo y Caperucita en la 'Agencia Felices Por Siempre a lo que hechos sin pensarla dos veces aceptan'.

## Personajes

### Los sospechosos

#### Caperucita Roja
- Edad: 10 años (Se menciona en la secuela Hoodwinked Too! Hood vs. Evil)
- Ocupación: Repartidora de bollos a domicilio.
- Acusación: Posible ladrón roba recetas. Volar sin licencia acompañada de una bandada de Colibríes.
- Vista por última vez: Con una capucha roja llevando una cesta llena de bollos y panecillos, mientras cantaba por el bosque en compañía de Boingo el conejo

#### La Abuelita Puckett
- Edad: 75 años (Según la canción de la película)
- Ocupación: La mejor repostera del bosque,deportista extrema, "Triple G.
- Acusación: Realizar postres indecentemente deliciosos. Presuntamente, se cree que es el famoso “Ladrón roba recetas”.
- Vista por última vez: Descendiendo una pendiente

#### El Lobo
- Edad: Desconocida
- Ocupación: reportero
- Acusación: por estar en la escena del crimen
- Visto por última vez: Merodeando por el bosque con su ardilla amiga
- Acciones Sospechosas: Trató de agredir a la Caperucita Roja

#### Kirk, el Leñador
- Edad: Desconocida
- Ocupación: Actor; representante de la “Crema para juanetes de Paul”; Cantante en 'Los felices Yodeleros'.
- Acusación: Blandir un hacha sin tener licencia, allanamiento de morada y presunto "ladrón de bollos".
- Visto por última vez: Devorando un Schnitzel.

#### Twitchy
- Edad: Desconocida
- Ocupación: Reportero intrépido (ayudante del lobo).
- Acusación: Cómplice del lobo y presunto adicto al café.
- Visto por última vez: Es imposible verlo, nunca esta quieto.

### Los investigadores

#### Jefe Grizzly
- Edad: Desconocida
- Ocupación: Jefe de policía.
- Personalidad: Gruñón, de mal genio, sabelotodo que juzga a la ligera, muy rudo y áspero.

#### Flippers Girón
- Edad: Desconocida
- Ocupación: Detective privado.
- Personalidad: Un cordial y cortés sapo, cuyos poderes deductivos son geniales al resolver misterios y crímenes.

#### Bill Stork
- Edad: Desconocida
- Ocupación: Agente de policía.
- Personalidad: Tiene un pico para encontrar revoltosos.

#### Los Tres Cerditos
- Edad: Desconocida
- Ocupación: Agentes de policía.
- Personalidades: Regordetes, parlanchines, les gusta jugar cartas, siempre merendando bocadillos. Construyen sus casas de paja.

### Los testigos

#### Boingo, el conejo
- Edad: Desconocida
- Ocupación: Trabaja para "Don Pancracio", es el operador del teleférico.Al final se descubre que es el ladrón de bollos.
- Personalidad: Malo, Egoísta

#### Japeth, la cabra
- Edad: Desconocida
- Ocupación: Ermitaño, Jefe de los vagones subterráneos.Luego repartidor de dulces de la abuelita Pocket.
- Personalidad: Vive solo y tiene que cantar todo lo que habla, porque una bruja de la montaña lo hechizó hace 37 años. Siempre está preparado y cambia sus cuernos para cada ocasión.

#### La oveja Troisi
- Edad: Desconocida
- Ocupación: Voz del rebaño, informante.
- Personalidad: Tipo rudo, fácil de sobornar.

#### Wade
- Edad: Desconocida
- Ocupación: Propietario de la tienda de bocadillos.
- Personalidad: Muy escéptico, no le gustan los postres (ni los Inspectores de Sanidad).

#### El Pescador
- Edad: Desconocida
- Ocupación: Pescador.
- Personalidad: Muy silencioso, hombre solitario al que le gusta pescar.

## Doblaje

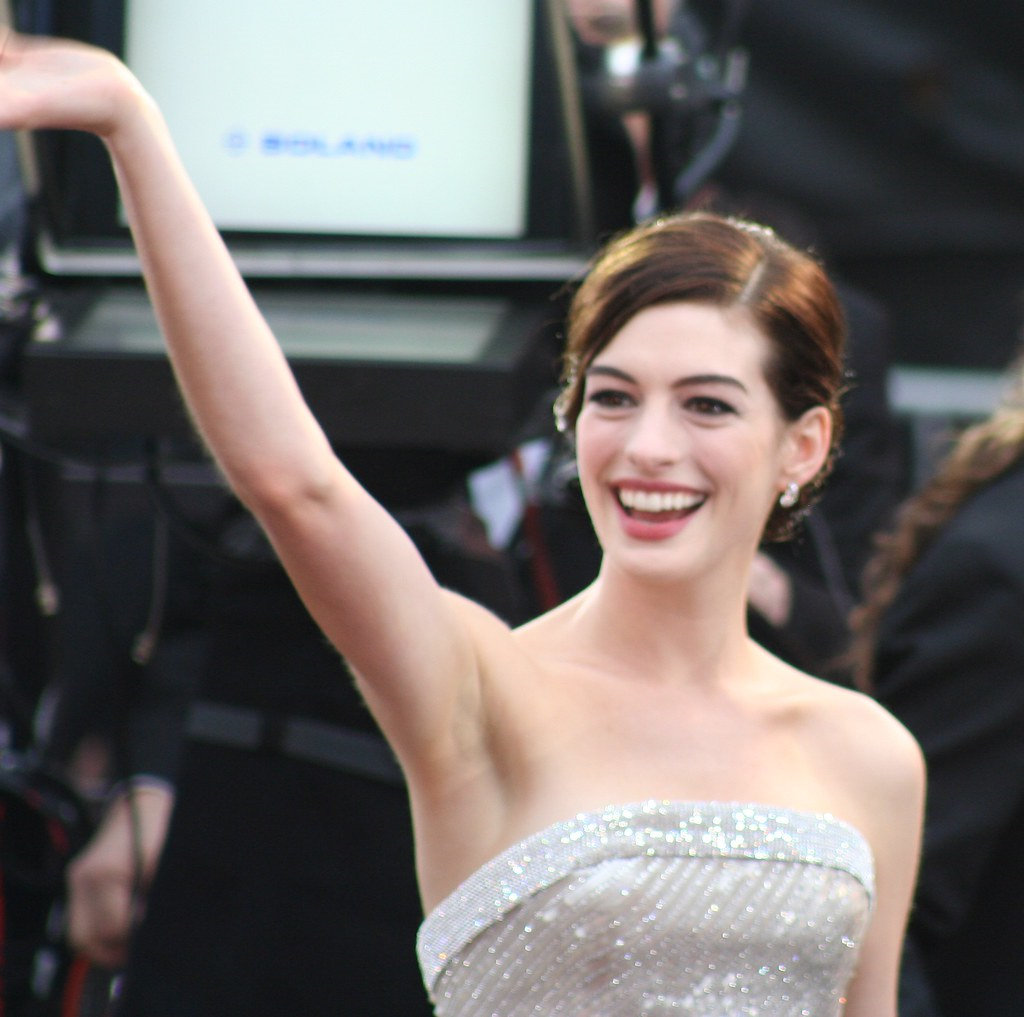

El doblaje en la versión americana cuenta con un gran elenco de conocidos actores, todos ellos con una dilatada carrera profesional en el mundo del cine.
- Caperucita Roja: Anne Hathaway. Después de distinguirse como una de las actrices con el talento más seductor de Hollywood, Anne Hathaway acababa de participar en varias películas, entre ellas El diablo viste de Prada, Brokeback Mountain, y en el drama independiente Havoc, dirigido por Barbara Kopple. Fue nominada en 2002 a los Teen Choice en la categoría de mejor actriz de comedia por Princesa por sorpresa. El director de esta película Garry Marshall, dijo de ella que "tiene muchos talentos; es una combinación de Julia Roberts, Audrey Hepburn y Judy Garland".[1]

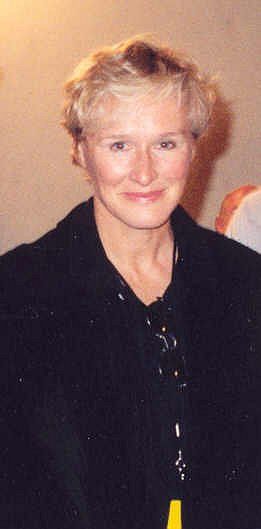

- Abuelita: Glenn Close, que debutó profesionalmente en los teatros de Broadway en 1974, pone la voz de la abuelita en esta película. A lo largo de su exitosa carrera ha protagonizado filmes de gran éxito como Hamlet, The Stone Boy, Cita con Venus, Detrás de la noticia, Cookie's Fortune, Cosas que diría con sólo mirarla, y Las mujeres perfectas entre otras. Ha sido galardonada en numerosas ocasiones. Ganó un Emmy por su interpretación en 1995 de la Coronel Margarethe Cammermeyer en Serving in Silence, telefilm que también fue objeto del premio Peabody y de una nominación a los Globos de Oro. También recibió otras cinco nominaciones a los Emmy por sus papeles en telefilmes como In the Gloaming, por el que también logró una nominación de la Screen Actors Guild y un premio Cable Ace. Participó en Something About Amelia y Sarah, Plain and Tall, donde además también recibió nominaciones al Emmy y a los Globos de Oro como productora ejecutiva, en la categoría de mejor película para televisión; Skylark, segundo tele-film de la trilogía de Sarah, en la que igualmente ejerció como productora ejecutiva; y, finalmente, por un papel de actriz invitada en la serie cómica Will y Grace.[2]

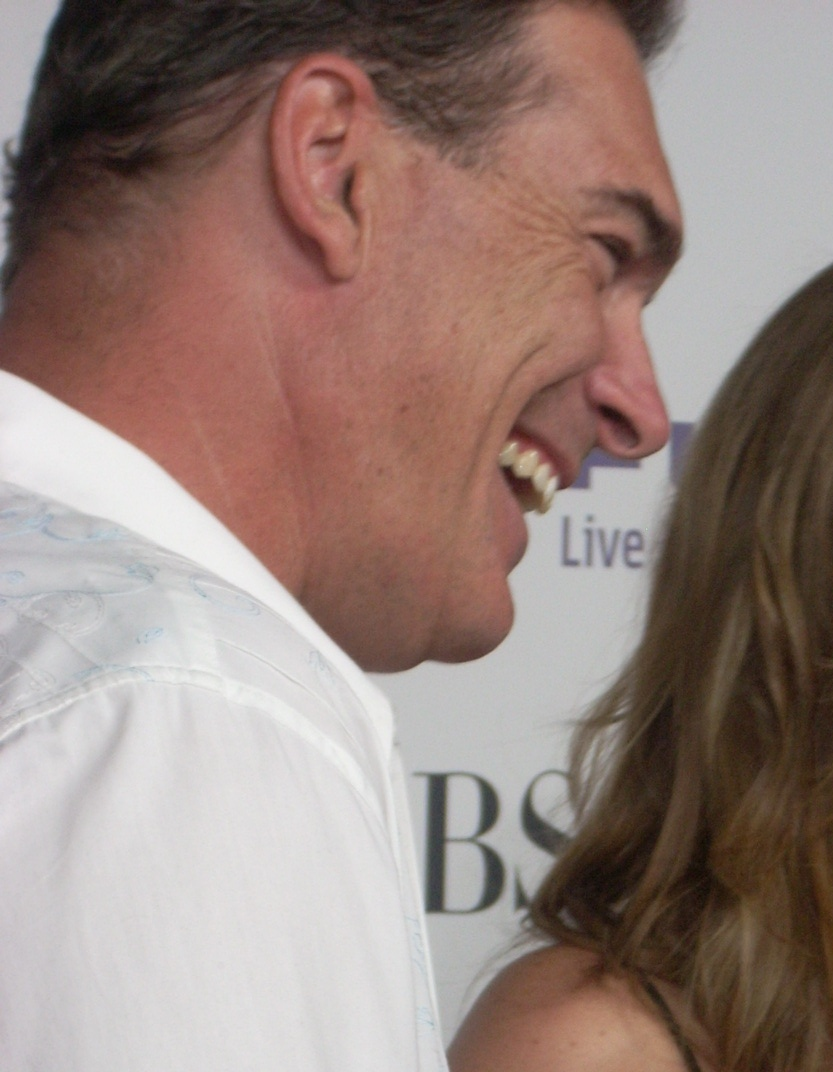

- Lobo: Patrick Warburton comenzó a trabajar en televisión en la serie Seinfeld encarnado a David Puddy, el lacónico, enigmático y raro vendedor de Saab novio de Elaine, un papel que no era fijo en la serie pero que tuvo frecuentes apariciones desde 1995 a 1998. Gracias a su gran facilidad para la comedia, Warburton logró popularidad entre los realizadores de cine de animación, en los que ha llegado a doblar la voz a personajes de la serie Padre de familia, a Buzz Lightyear en Buzz Lightyear of Star Command, Kronk de El emperador y sus locuras y a otros varios personajes animados. También ha contribuido en películas de acción, como en Cuerpos ardientes, la televisiva Angels in the Infield, La luna en directo, El gran lío y Hombres de negro II. También se le puede oír como la voz de Superman junto a Jerry Seinfeld en una serie de cortos comerciales emitidos por Internet para la tarjeta de crédito[3] American Express.[4]

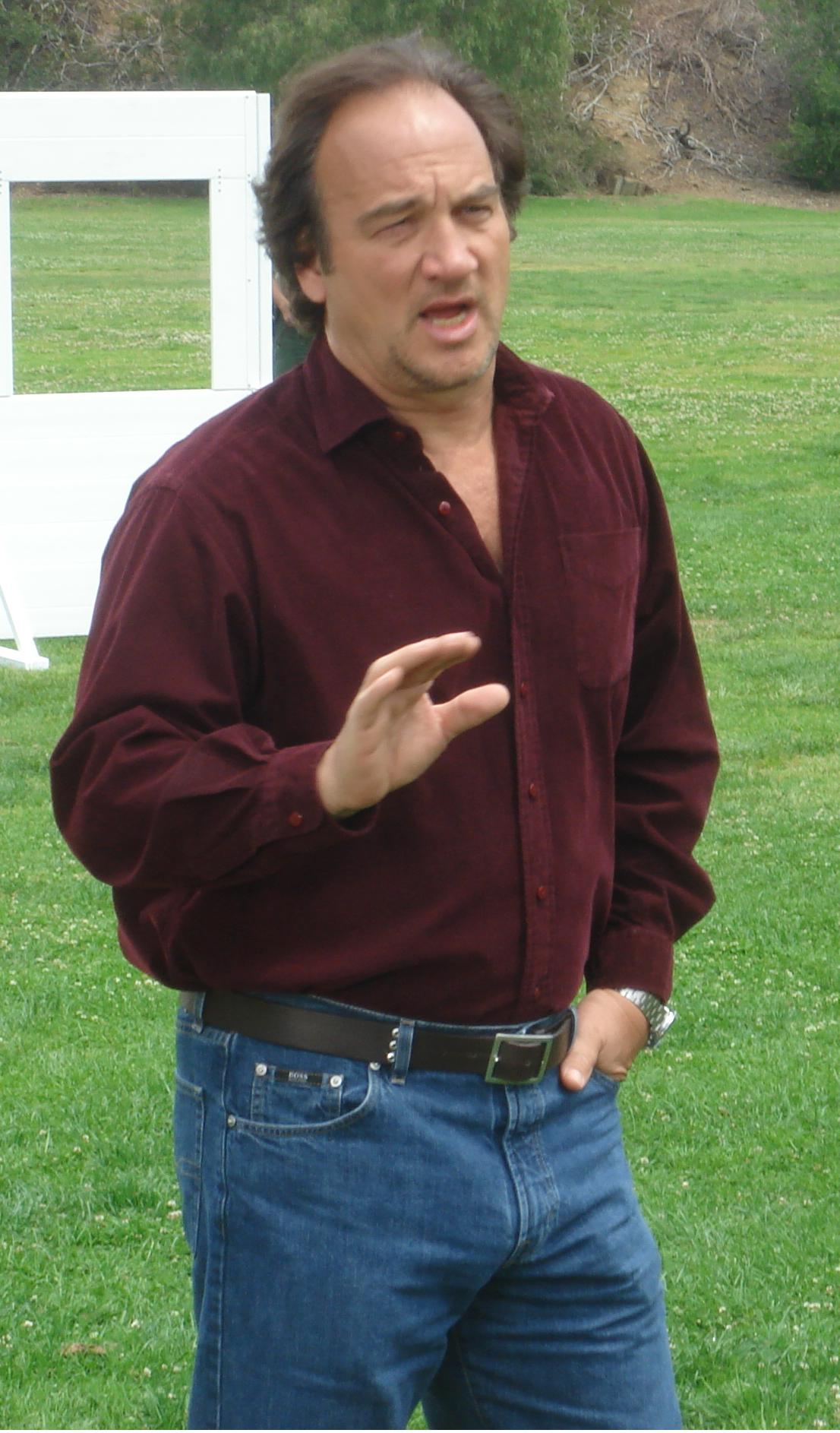

- Leñador: Jim Belushi, licenciado por la Universidad de Illinois del Sur con un título en Teatro y recitación y con gran experiencia en el mundo del cine, pone su voz este personaje. Ha ejercido como actor de cine y teatro, guionista, productor y productor ejecutivo.[5] Además de actuar, le encanta la música. Su grupo, los Sacred Hearts[6] son un grupo de rhythm-and-blues que llevan juntos muchos años, actuando 40 noches al año en diversos clubes, casinos y eventos corporativos por toda América. Son la “banda oficial” de la House of Blues,[7] local en el que Belushi es socio, y ha tocado tanto para el Presidente Bill Clinton como para el vicepresidente Al Gore. Actuaron en la gala de beneficencia de SARS, en Toronto, ante más de 400.000 espectadores con los Rolling Stones. Actualmente, Belushi ya tiene 3 CD en el mercado: “Blues Brothers Live from Chicago”, "36 x 22 x 36", de Sacred Hearts; y el reciente “Have Love Will Travel”, puesto en circulación por Big Men Big Music.

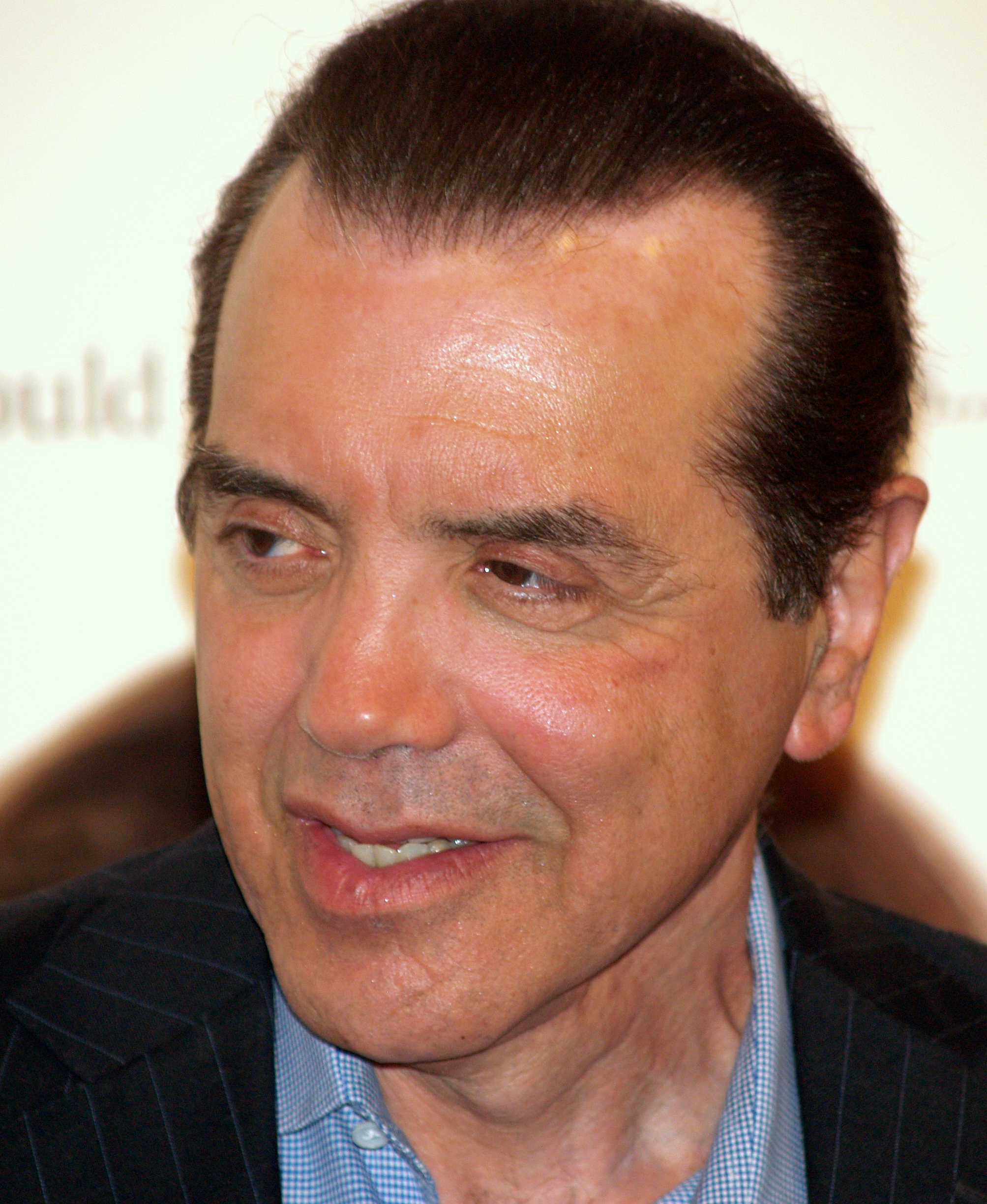

- La cabra: Chazz Palminteri, actor con una larga carrera en el cine, debutó como director en 2004 con el film Noel, protagonizado por Penélope Cruz, Susan Sarandon, y Paul Walker. La película es el primer largometraje que se distribuyó vía Flexplay, un sistema de alquiler de películas en DVD que no requiere devolución, pues a las 48 horas de haber sido abierto el sobre que contiene el disco, este se hace negro y ya no es útil. Palminteri fue nominado al Óscar por su interpretación en Balas sobre Broadway de Woody Allen. También ganó un Independent Spirit Award al mejor actor secundario, así como nominaciones para el premio de la Screen Actor`s Guild y para el de la American Comedy por la misma película. Palminteri ofreció otra impresionante actuación en Hurlyburly (Descontrol), de Anthony Drazan, en donde es coprotagonista junto a Sean Penn, Kevin Spacey, Garry Shandling, Meg Ryan, Robin Wright Penn y Anna Paquin. En 1996, Chazz fue galardonado con el Leadership in Entertainment por parte de la Coalition of Italo-American Association, y fue reconocido por el presidente Clinton, quien le otorgó el Special Achievement for the Performing Arts por parte de la National Italian American Foundation of Washington,. Palminteri, además, ejerce como Portavoz Nacional para la Cooley’s Anemia Foundation, institución que lidera la lucha contra la anemia de Cooley. Esta enfermedad es una característica hereditaria de la sangre que consiste en la reducción de la cantidad de hemoglobina que el cuerpo es capaz de producir, lo que causa la anemia.[8]

- Twitchy la ardilla: Cory Edwards debuta en el largometraje con Hoodwinked!, involucrado en todas las áreas creativas de la película. Ha sido guionista, director, productor, actor, animador, director artístico y montador. Edwards no ha dejado de aparecer en sus propios proyectos. En Hoodwinked!, se le puede escuchar como la ardilla Twitchy, adicta a la cafeína.

También participa en el doblaje el rapero Alvin Nathaniel Joiner IV, más conocido como Xzibit, presentador del conocido programa Pimp my ride de la cadena estadounidense Mtv, dando su voz al jefe de policía Grizzly. Anthony Anderson, popular actor y humorista americano que ha participado en películas como Transformers o en la 2ª y 3ª parte de la saga Scary Movie, da su voz a Bill Cigüeña. David Odgen Stiers, con una larga carrera cinematográfica y conocido por su papel como el Reverendo Gene Purddy en la serie de televisión La zona muerta, interpreta al detective Nicky Croak.
Cabe mencionar que en el doblaje mexicano, la voz del lobo estuvo a cargo de Manuel "El Loco" Valdés quien en su juventud fue conocido por interpretar al mismo personaje en una serie de películas mexicanas sobre Caperucita Roja, donde inicialmente era el villano y después se torna un aliado inesperado en sus aventuras.
La película recibió su propio tema musical para el lanzamiento japonés "Daisuki!Happy end" de Yuko Hara.
| Personaje       | Actor original     | Actor de Doblaje        | Actor de Doblaje |
| --------------- | ------------------ | ----------------------- | ---------------- |
| Capercuita Roja | Anne Hathaway      | Sheyla Tadeo            | Leonor Watling   |
| Abuelita        | Glenn Close        | Omar Chaparro           | Amparo Baró      |
| Lobo            | Patrick Warburton  | Manuel "El Loco" Valdés | Carlos Latre     |
| El Leñador      | Jim Belushi        | Rubén Cerda             | Jordi Royo       |
| Twitchy         | Cory Edwards       | Ricardo Tejedo          | Anabel Alonso    |
| Boingo          | Andy Dick          | Mario Filio             |                  |
| La Cabra        | Chazz Palminteri   | Gus Rodríguez           | Carlos Di Blasi  |
| Flippers Girón  | David Odgen Stiers | Rubén Moya              | Javier Viñas     |
| Jefe Grizzly    | Xzibit             | Alberto Pedret          | Vicente Gil      |
| Japeth          | Benjy Gaither      | Idzi Dutkiewicz         | Xavier Fernández |

## Secuela
Roja, la abuela, lobo y twitchy regresan para detener a una bruja malvada al secuestrar a dos niños inocentes, que resultan ser cómplices para secuestrar a la abuela de Roja y deben detenerla.